# Mine de Norwich Park
La mine de Norwich Park est une mine à ciel ouvert de charbon située dans le bassin minier de Bowen dans le Queensland en Australie. Elle est détenue par une coentreprise entre BHP Billiton et Mitsubishi. La mine en 2003 emploie 272 personnes. Sa production est de 4 millions de tonnes par an.